# Santa Rosa (canton)
Pour les articles homonymes, voir Santa Rosa.
Santa Rosa est un canton d'Équateur situé dans la province d'El Oro.

## Géographie

### Découpage administratif
La ville et le canton de Santa Rosa, comme toutes les autres localités équatoriennes, sont régis par une municipalité, comme le stipule la Constitution politique nationale. Le gouvernement municipal de Santa Rosa est un gouvernement de section qui administre le canton de manière autonome par rapport au gouvernement central.
Le canton est divisé en paroisses, qui peuvent être urbaines ou rurales, et sont représentées par les gouvernements des paroisses devant le bureau du maire de Santa Rosa.

#### Paroisses urbaines
Parmi les paroisses urbaines on compte : Santa Rosa, Nuevo Santa Rosa, Puerto Jelí et les paroisses satellites de Balneario Jambelí et Jumón.

#### Paroisses rurales
Parmi les paroisses rurales on compte : Bellamaría, Bellavista, Jambelí, La Avanzada, San Antonio, Torata et Victoria.

## Politique
La commune est organisée par la séparation des pouvoirs de nature exécutive représentés par le maire, et d'un autre de nature législative composé des membres du conseil cantonal. Le maire est la plus haute autorité administrative et politique du canton de Santa Rosa. Il est le chef du conseil et le représentant de la municipalité.